# Autostrada A70 (Niemcy)
Autostrada A70 (niem. Bundesautobahn 70 (BAB 70) także Autobahn 70 (A70)) – autostrada w Niemczech prowadząca przez Rejencję frankońską na osi wschód-zachód i łączy miasto Schweinfurt (A7) przez Bamberg (A73) z Bayreuthem (A9). A70 znana jest również jako Maintalautobahn (pol. Autostrada w dolinie Menu).

## Historia
Do grudnia 2006, przez kilka lat, ruch na autostradzie odbywał się tylko po na jednym pasie przez most Eltmann oraz tunel pod Czarną Górą. W grudniu 2006 oddano do ruchu drugą rurę tunelu oraz południowy most Eltmann i obecnie ruch odbywa się na całej długości autostrady po czteropasmowej nawierzchni. 

## Plany(stan 11.2007)
Obecnie porzucono początkowo zakładane plany budowy autostrady do granicy z Czechami i skoncentrowano się na rozbudowie drogi w kierunku Karlstadt i dalej dookoła Würzburga do autostrady A3.